# Policía de Catamarca
La Policía de Catamarca, una de las 23 policías provinciales de Argentina, está a cargo de la seguridad pública de los habitantes de la provincia de Catamarca.

## Historia
El 15 de julio del 1823 se dictó el Reglamento Constitucional mediante el cual se instauró la Intendencia de Policía, primer antecedente de la Institución.

## Derechos Humanos
Como la mayoría de fuerzas policiales argentinas, la Policía de Catamarca tuvo su página más negativa durante el terrorismo de Estado, y la dictadura que se instauró desde 1976. 
Los represores Darío Otero Arán y Juan Daniel Rauzzino, exjefe de Inteligencia del Regimiento de Infantería 17 y exjefe de Policía de Catamarca, cumplen prisión preventiva procesados por "asociación ilícita agravada", en relación con los secuestros de los hermanos Gregorio y Griselda Ponce y de la estudiante Nelly Yolanda Borda ocurridos entre abril de 1976 y enero de 1977.
En diciembre de 2009 el juez Moreno había resuelto que Otero Arán y Rauzzino fueran procesados por «privación ilegítima de la libertad», al igual que el excomandante del Cuerpo de Ejército III Luciano Benjamín Menéndez y Alberto Carlos Lucena, exjefe del Regimiento de Infantería Aerotransportado 17.
Hay indicios de que la plana mayor de la policía catamarqueña pudo estar implicada en el encubrimiento del crimen de María Soledad Morales, que convulsionó a la provincia desde 1990.